# Zelet (ort i Iran)
Zelet (persiska: زلت) är en ort i Iran.   Den ligger i provinsen Mazandaran, i den norra delen av landet, 230 km öster om huvudstaden Teheran. Zelet ligger 1 206 meter över havet och antalet invånare är 192.
Terrängen runt Zelet är kuperad söderut, men norrut är den bergig. Runt Zelet är det ganska tätbefolkat, med 72 invånare per kvadratkilometer. Närmaste större samhälle är Behshahr, 16,5 km nordväst om Zelet. I omgivningarna runt Zelet växer i huvudsak blandskog.